# Мокрій Ярослав Романович
Яросла́в Рома́нович Мокрі́й (13 жовтня 1977, с. Буцнів, Тернопільська область — 9 липня 2022, Донецька область) — український військовослужбовець, солдат 24 ОМБр Збройних сил України, учасник російсько-української війни. Кавалер ордена «За мужність» III ступеня (2023, посмертно).

## Життєпис
Ярослав Мокрій народився 13 жовтня 1977 року в селі Буцнів, нині Великоберезовицької громади Тернопільського району Тернопільської области України.
Навчався в Буцнівській загальноосвітній школі.
Учасник АТО/ООС з 30 серпня 2015 року. Брав участь в бойових діях за Сіверськодонецьк і Лисичанськ у складі 24-ї окремої механізованої бригади.
Призваний 25 квітня 2022 року в роту охорони, згодом переведений в 24 ОМБр (кулеметник). Загинув 9 липня 2022 року на Донеччині.
Похований 22 липня 2022 року в родинному селі.
Залишилися дружина та син.

## Нагороди
- орден «За мужність» III ступеня (9 січня 2023, посмертно) — за особисту мужність і самовідданість, виявлені у захисті державного суверенітету та територіальної цілісності України, вірність військовій присязі[1].